# المنقوده الوسطى (المخادر)

تعديل مصدري - تعديل

المنقوده الوسطى محلة تابعة لقرية المنقودة، التابعة لعزلة السحول بمديرية المخادر إحدى مديريات محافظة إب في الجمهورية اليمنية، بلغ تعداد سكانها 44 حسب تعداد اليمن لعام 2004.